# Mesopolobus punctatus
Mesopolobus punctatus is een vliesvleugelig insect uit de familie Pteromalidae. De wetenschappelijke naam is voor het eerst geldig gepubliceerd in 1930 door Mercet.